# FC Čichura Sačchere
FC Čichura Sačchere (gruzínsky ჩიხურა საჩხერე) je gruzínský fotbalový klub z města Sačchere. Své zápasy hraje na Centrálním stadionu. Klub vznikl roku 1938.

## Úspěchy
- 1× vítěz gruzínského Superpoháru (2013)[1]